# Prays tristis
Prays tristis is een vlinder uit de familie Praydidae. De wetenschappelijke naam van deze soort is voor het eerst geldig gepubliceerd in 1985 door Gibeaux.
De soort komt voor in het Afrotropisch gebied.